# 앨프리드 아파카
앨프리드 아홀로 아파카 주니어(Alfred Aholo Apaka Jr., 1919년 3월 19일 ~ 1960년 1월 30일) 또는 앨프리드 아파카(Alfred Apaka)는 1940년대 말부터 1960년대 초까지 하와이에서 활동한 로맨틱 바리톤 음성으로 알려진 하와이의 가수이다.
호놀룰루에서 태어났다. 고등학교에서 노래를 부른 것이 계기가 되어 음악의 길에 들어섰으며, 특히 작곡가로서 유명한 돈 맥다이어 마드 시니어의 인정을 받았다. 그가 가수로서 각광을 받고 하와이 최대의 가수로 불리게 된 것은 1955년 이후로서, 1960년 사망하기까지가 전성기인데, 그 절정에 군림하고 있을 때 심장마비로 세상을 떠난 것이다.    정통적인 창법에 철저하였으며, 32마디에 절대적인 장점을 발휘하였던 아파카는 최대의 스타가 됨과 동시에 하와이의 노래와 음악을 전 세계에 인식시켰다. 그가 죽은 후에도 그의 팬은 꾸준하였으며, 스테레오에 재생된 앨범이 많이 발매되었음을 보아도 그의 인기가 얼마나 높았던가를 알 수 있다.  그의 노래는 훌라보다도 32마디의 노래에 그가 지녔던 저력을 발견할 수 있다. 현재도 그를 추모하는 콘서트가 카피오라니 공원의 와이키키 셸에서 개최되었으며, 그의 이미지를 부각시키기 위하여 부친(아파카 시니어)이 출연하여 아들을 유명하게 만든 노래를 불렀다.